# أدريان كلارك (لاعب كرة قدم أمريكية)
أدريان كلارك (بالإنجليزية: Adrien Clarke)‏ هو لاعب كرة قدم أمريكية أمريكي، ولد في 26 مارس 1981 في كليفلاند في الولايات المتحدة.

## وصلات خارجية
- أدريان كلارك على موقع مرجع كرة القدم المحترفة.كوم (الإنجليزية)